# 米尔地区奥滕施拉格
米尔地区奥滕施拉格是奥地利上奥地利州乌尔法尔城郊县的一个市镇。总面积13.2平方公里，总人口472人，人口密度35.8人/平方公里（2005年）。